# Монтемурро
Монтемурро (итал. Montemurro) — коммуна в Италии, расположена в регионе Базиликата, подчиняется административному центру Потенца.
Население составляет 1554 человека, плотность населения составляет 28 чел./км². Занимает площадь 56,54 км². Почтовый индекс — 85053. Телефонный код — 0971.
Покровителями коммуны почитаются святой Георгий, празднование 23 апреля, и святой Маврикий.